# Vaaranvälijärvi (Karesuando socken, Lappland)
Vaaranvälijärvi är en sjö i Kiruna kommun i Lappland och ingår i Torneälvens huvudavrinningsområde. Sjön har en area på 0,057 kvadratkilometer och ligger 437,4 meter över havet.

## Delavrinningsområde
Vaaranvälijärvi ingår i det delavrinningsområde (760587-177329) som SMHI kallar för Mynnar i Kaarevuopio. Medelhöjden är 385 meter över havet och ytan är 7,18 kvadratkilometer. Det finns inga avrinningsområden uppströms utan avrinningsområdet är högsta punkten. Vattendraget som avvattnar avrinningsområdet har biflödesordning 4, vilket innebär att vattnet flödar genom totalt 4 vattendrag innan det når havet efter 416 kilometer. Avrinningsområdet består mestadels av skog (69 procent) och sankmarker (29 procent). Avrinningsområdet har 0,12 kvadratkilometer vattenytor vilket ger det en sjöprocent på 1,6 procent.